# Roger Blank
Roger Blank (* 19. Dezember 1938 in New York) ist ein US-amerikanischer Jazzmusiker (Schlagzeug, Perkussion).

## Leben und Wirken
Blank spielte ab 1964 im Sun Ra Arkestra, u. a. zu hören auf den Platten Other Plane of There und The Heliocentric Worlds of Sun Ra. Des Weiteren arbeitete er in dieser Zeit u. a. auch mit Archie Shepp, Walt Dickerson, Pharoah Sanders, Ed Blackwell und Albert Ayler, in den frühen 1970er-Jahren auch mit Earl Cross, dem Jazz Composer’s Orchestra und dem Melodic Art Tentet (u. a. mit Charles Brackeen, Ahmed Abdullah, William Parker und Ronnie Boykins), ferner im Trio von Andrew Hill mit Richard Davis ( Nefertiti 1976), mit Frank Foster und Jimmy Lyons (Push Pull, HatHut Records, 1979). Letzte Aufnahmen entstanden 1992 in der Formation Azanyah. Im Bereich des Jazz war er zwischen 1964 und 1992 an 21 Aufnahmesessions beteiligt. 2002 wirkte er noch bei William Parkers Album Universal Tonality mit. Blank lebte in späteren Jahren mit seiner Familie im Brooklyner Stadtteil Williamsburg, wo er auch unterrichtete.

## Diskographische Hinweise
- Walt Dickerson Quartet: Impressions of a Patch of Blue (MGM Records, 1965)
- Cecil Taylor / Charles Tolliver / Grachan Moncur III / Archie Shepp: The New Breed (Impulse! Records, 1961–65, ed. 1978)
- Pharoah Sanders: Tauhid (Impulse! Records, 1967)
- Leroy Jenkins & the Jazz Composer’s Orchestra: For Players Only (JCOA, 1974)
- Melodic Art-Tet (NoBusiness Records 1974, ed. 2013)